# The Rooster
The Rooster (engl. für „Der Hahn“) ist ein Mystery-Film von Mark Leonard Winter. In der Tragikomödie spielen Phoenix Raei und Hugo Weaving einen Polizisten und einen Einsiedler. Der Film feierte Anfang August 2023 beim Melbourne International Film Festival seine Premiere.

## Handlung
Der introvertierte Polizist Dan arbeitet in einer australischen Kleinstadt im Bundesstaat Victoria. Als die Leiche seines ältesten Freundes Steve gefunden wird, sucht Dan nach Antworten. Als dann noch sein Hahn von einem Fuchs getötet wird, zieht sich Dan zum Campen in den Wald zurück, in dem Steve gefunden wurde.
Nach einer zufälligen Begegnung mit einem exzentrischen Einsiedler, der hier irgendwo zurückgezogen lebt, vermutet Dan, dass dieser möglicherweise der letzte Mensch war, der Steve lebend gesehen hat. Der Mann will erst gar nicht mit Dan reden, bis dieser einer Flasche Alkohol zückt.

## Produktion

### Filmstab
Regie führte Mark Leonard Winter, der auch das Drehbuch schrieb. Bei The Rooster handelt es sich um sein Spielfilmdebüt. Als Schauspieler ist Winter unter anderem aus Fernsehserien wie Cleverman und Pine Gap und einer Nebenrolle in Elvis bekannt. Zudem ist er als Theaterschauspieler tätig. Geraldine Hakewill, die gemeinsam mit Mahveen Shahraki als Produzentin des Films in Erscheinung tritt, ist die Ehefrau von Regisseur Winter. Kurz vor Produktionsbeginn erfuhren sie von ihrer Schwangerschaft.

### Besetzung und Dreharbeiten

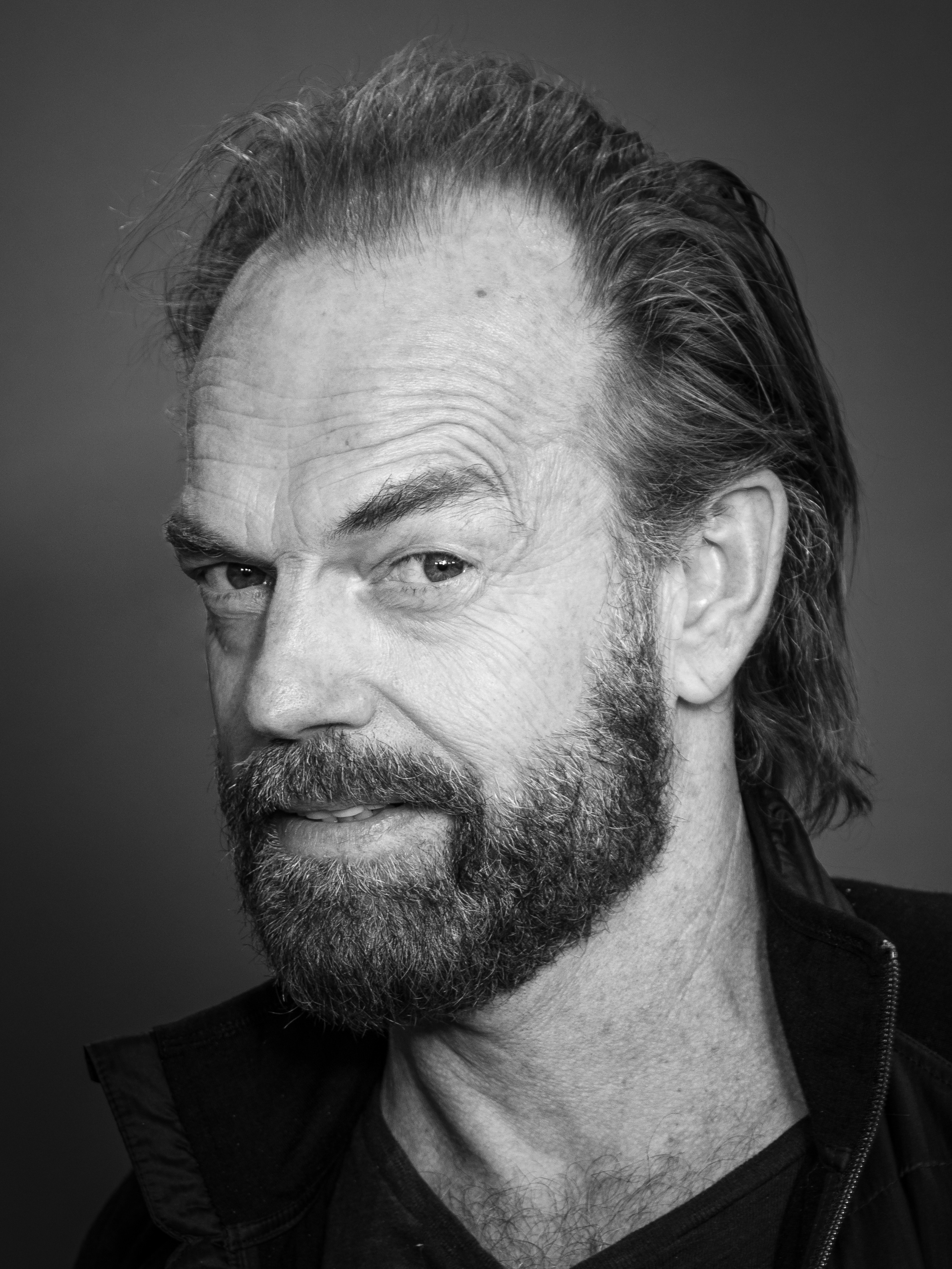
Hugo Weaving spielt den Einsiedler

Phoenix Raei, bekannt aus der Fernsehserie The Night Agent, und Hugo Weaving, bekannt aus der Matrix-Trilogie und den Trilogien Der Herr der Ringe und Der Hobbit, spielen in den Hauptrollen den Polizisten Dan und den Einsiedler. Weiter auf der Besetzungsliste finden sich Rhys Mitchell in der Rolle von Steve, der Brite John Russell Waters in der Rolle von Norris, Robert Menzies und Deidre Rubenstein als Mr. und Mrs. Poulson, Tom Stokes als Detective Grant und Jane Montgomery Griffiths in der Rolle von Detective Logan.
Die Dreharbeiten fanden im australischen Winter 2022 in Hepburn Shire im Bundesstaat Victoria statt, etwa 110 Kilometer nordwestlich von Melbourne, ganz in der Nähe, wo Winter und Hakewill wohnen. Kameramann Craig Barden ist schon seit Anfang der 1990er Jahre tätig, meist für Fernsehserien wie Ocean Girl und Farscape.

### Filmmusik, Marketing und Veröffentlichung
Die Filmmusik komponierte Stefan Gregory. Das Soundtrack-Album mit insgesamt 15 Musikstücken soll am 8. Mai 2024 von Noisy Miner als Download veröffentlicht werden.
Die Premiere des Films fand am 5. August 2023 beim Melbourne International Film Festival statt. Ein erster Trailer wurde ebenfalls im August 2023 vorgestellt. Im Februar 2024 wurde The Rooster beim Santa Barbara International Film Festival gezeigt.

## Auszeichnungen
Australian Directors Guild Awards 2023
- Auszeichnung für das Beste Regiedebüt (Mark Leonard Winter)[9]

Melbourne International Film Festival 2023
- Nominierung für den Bright Horizons Award (Mark Leonard Winter)
- Aufnahme in die Top 10 Feature Films beim Publikumspreis[6]